# 長鬍鯰
長鬍鯰，為輻鰭魚綱鯰形目塘虱魚科的其中一種，分布於非洲喀麥隆及赤道幾內亞的淡水流域，本魚頭圓背輪廓;吻寬且圓，眼睛小，眶後緣骨不完全覆蓋。齒板比較廣泛，胸鰭硬棘直，外側具鋸齒狀，背鰭軟條74-85枚;臀鰭軟條61-71枚，體長可達22.5公分，棲息在底層水域。

## 扩展阅读
維基物種上的相關：長鬍鯰